# 駒川出入口
駒川出入口（こまがわでいりぐち）は、大阪府大阪市東住吉区の阪神高速道路14号松原線の出入口。環状線（大阪市内）方面のみ接続するハーフICである。
当インターチェンジのすぐ松原方にある急カーブで減速を強いられることもあってか、朝の通勤時間帯における環状線方面はこのICを先頭に渋滞する（道路交通情報において「駒川を先頭に○km」と知らされる）ことが多い。
なお、14号松原線が全線開通された当時の1980年3月1日には駒川出入口は未供用だったが、5年7か月後の1985年10月22日に当出入口が開通された。
老朽化に伴う喜連瓜破付近の橋梁架け替え工事に伴い、喜連瓜破出入口 - 三宅JCT間が2022年（令和4年）6月1日から2024年（令和6年）12月7日まで長期間通行止めとなっていたため、当出入口と6号大和川線の三宅西出入口との一般道を介した乗継が認められていた。

## 周辺
- 駒川商店街
- Osaka Metro谷町線駒川中野駅
- 東住吉区役所

## 隣
阪神高速14号松原線
(14-02)阿倍野入口 - (14-03)文の里出入口 - (14-04)駒川出入口 - (14-05)平野出入口 - (14-06)喜連瓜破出入口